# Gordon Music Learning Theory
La Music Learning Theory è una teoria dell'apprendimento musicale basata sulla ricerca di Edwin E. Gordon.
La teoria ipotizza che l'apprendimento musicale sia basato sull'audiation e sulle differenti attitudini musicali degli studenti e utilizza i concetti di discriminazione e deduzione per spiegare i pattern tonali, ritmici e armonici

## Audiation
Audiation è un termine coniato da Gordon nel 1975 che definisce la comprensione e realizzazione interna della musica, ossia la sensazione che un individuo prova ascoltando o 'sentendo' internamente un suono non fisicamente presente.
I musicisti in precedenza hanno usato termini quali percezione auditiva o immaginazione auditiva per descrivere questo concetto, anche se immaginazione auditiva implica una componente notazionale che l'audiation non necessariamente ha.
Gordon suggerisce che "L'audiation sta alla musica come il pensiero sta alla parola", le sue ricerche sono basate sulle similarità tra come gli individui apprendono il linguaggio e come imparano a fare e capire la musica. Gordon specifica che il potenziale dell'audiation è un elemento dell'attitudine musicale.

### Audiation e linguaggio
Gordon afferma che la audiation 'accade' quando un individuo "ascolta, ricorda, suona, interpreta, crea, improvvisa, legge o scrive musica." L'audiation mentre si ascolta musica, afferma, è analoga alla traduzione simultanea da un linguaggio ad un altro, dando senso al suono e alla musica basandosi sulla conoscenza ed esperienza individuale.
Gordon mette l'accento sul fatto che la musica non è un linguaggio in quanto non ha parole né grammatica, tuttavia ha una sintassi, una "disposizione ordinata di suoni, e un contesto."

### Tipi di audiation
Gordon individua differenti varietà di audiation e le categorizza in 8 tipi e 6 fasi.
- Tipo 1 Ascolto di musica familiare o ignota
- Tipo 2 Lettura di musica familiare o ignota
- Tipo 3 Scrivere musica familiare o ignota sotto dettatura
- Tipo 4 Ricordare ed eseguire musica familiare
- Tipo 5 Ricordare e scrivere musica familiare
- Tipo 6 Creare o improvvisare musica ignota durante l'esecuzione o in silenzio
- Tipo 7 Creare o improvvisare musica ignota durante la lettura
- Tipo 8 Creare o improvvisare musica ignota durante la scrittura

### Stadi dell'audiation
Oltre alla distinzione dei differenti tipi di audiation, Gordon distingue le differenti fasi dell'audiation
- Stadio 1 Temporanea memorizzazione
- Stadio 2 Imitazione e audiazione dei pattern tonali e ritmici e riconoscimento e identificazione del centro tonale e dei macrobeat
- Stadio 3 Stabilire tonalità e metro oggettivi e soggettivi
- Stadio 4 Mantenimento in audiation dei pattern tonali e ritmici che sono stati organizzati
- Stadio 5 Richiamo dei pattern tonali e ritmici organizzati e audiati in altri brani musicali
- Stadio 6 Anticipo e predizione dei pattern tonali e dei processi ritmici

## Sequenze di apprendimento
Per descrivere come gli studenti imparano la musica, Gordon individua due principali categorie di apprendimento basate sulle sue ricerche sulla 'audiation': apprendimento discriminatorio e apprendimento deduttivo.

### Apprendimento Discriminatorio
L'apprendimento discriminativo è definito come l'abilità di determinare tra due elementi se sono o non sono lo stesso elemento. Gordon descrive cinque livelli sequenziali di discriminazione: auditivo/orale, associazione verbale, parziale sintesi, associazione simbolica, sintesi composta.

#### Auditivo/Orale
Gordon afferma che il tipo più semplice di discriminazione è quello auditivo/orale, in cui lo studente ascolta pattern, ossia modelli, ritmici e tonali e li imita muovendosi e cantandoli a sua volta al docente. L'ascolto è la fase auditiva dell'apprendimento discriminativo, l'esecuzione è la fase orale. In questa fase gli studenti cantano sillabe neutre.

#### Associazione verbale
Quando lo studente, diventato abile nell'audiazione ed esecuzione di semplici pattern tonali e ritmici, prende confidenza con l'imitazione di suoni e canti introducendo metri e tonalità, entra nella fase dell'associazione verbale il cui si dà nome a ciò che lo studente sta audiando e imitando attraverso sillabe tonali o ritmiche, come il solfeggio, o ai concetti che lo studente sta audiando, come tonica e dominante.

#### Sintesi Parziale
In entrambi i livelli auditivo/orale e di associazione verbale, lo studente identifica pattern familiari, ritmici e tonali, eseguiti su sillabe neutre, attraverso un'associazione verbale.

#### Associazione simbolica
L'associazione simbolica è il momento in cui allo studente viene introdotto alla notazione musicale, imparando ad associare con simboli scritti i pattern tonali e ritmici introdotti nei precedenti livelli auditivo/orale e di associazione verbale.

#### Sintesi Composta
Al livello di sintesi composta lo studente dà un contesto agli ormai noti pattern tonici e ritmici, leggendoli, scrivendoli e identificando il loro metro e la loro tonalità come introdotto nel livello di associazione simbolica.

### Apprendimento Inferente
Al livello di apprendimento inferente lo studente prende un ruolo attivo nella sua propria educazione musicale e impara a individuare, creare e improvvisare pattern non familiari. In maniera simile all'apprendimento discriminatorio, Gordon delinea separate categorie di apprendimento inferente che lo studente segue logicamente nel corso dell'apprendimento musicale: generalizzazione, creatività/improvvisazione e comprensione teorica.

#### Generalizzazione
Così come l'apprendimento auditivo/orale è il più semplice elemento dell'apprendimento discriminativo, la generalizzazione è la base dell'apprendimento deduttivo. La generalizzazione consiste in apprendimento auditivo/orale, verbale, scrittura. A questo livello lo studente può ascoltare serie di noti e ignoti pattern ritmici e tonali e determinare se due pattern sono uguali o differenti.

#### Creatività/Improvvisazione
Il livello di creatività/improvvisazione ha i propri livelli auditivo/orale e simbolico. Sul livello auditivo/orale l'insegnante presenta pattern familiari o meno e lo studente risponde con propri pattern, prima con sillabe neutre e poi con associazione verbale. A livello simbolico lo studente impara a riconoscere e cantare i pattern nel contesto di simboli di accordi scritti, così come impara a scrivere le proprie risposte ai modelli tonali e pattern ritmici.

#### Comprensione Teorica
Il livello finale dell'apprendimento deduttivo è la comprensione teorica, in cui lo studente acquisisce una maggiore comprensione dei concetti di teoria musicale in contesti aurali/orali, verbali e simbolici. Lo studente apprende concetti come i nomi delle note, gli intervalli, le chiavi, o concetti come cadenze e imparare a riconoscere ed eseguire i pattern che applicano tali concetti.

## Jump Right In
Jump Right In è un libro di metodo strumentale, accompagnato dall'edizione per insegnanti, che applica la Gordon Music Learning Theory, scritto dagli insegnanti della Eastman School of Music Richard F. Grunow e Christopher D Azzara a fianco di Gordon. La serie per fiati e percussioni fu pubblicata per prima nel 1989-90. La collana comprende anche una edizione per strumenti a corda.

## Gordon music learning theory and music aptitude
La teoria di apprendimento musicale di Gordon è basata sulle sue ricerche sull'attitudine musicale in linea con le teorie cognitive che riguardano l'organizzazione di stimoli. 
Le ricerche di Gordon suggeriscono che l'attitudine musicale è normalmente distribuita nella popolazione in maniera simile all'attitudine intellettiva.
La sua ricerca suggerisce anche che l'attitudine musicale con la quale il bambino nasce può essere mantenuta solo con ripetute positive esposizioni all'esperienza musicale immediatamente dopo (o anche prima) della nascita, fino all'età di circa 9 anni, alla quale il fanciullo raggiunge una sua propria "stabilizzata" attitudine.
Già negli anni venti e trenta Carl Seashore, E. Thayer Gaston, H.D. Wing, Arnold Bentley e Edwin Gordon annunciavano l'ideazione di test musicali attitudinali e di livello, allo scopo di identificare gli studenti che avrebbero maggiormente beneficiato di una istruzione musicale. 
Gordon creò numerosi test per determinare l'attitudine musicale in vari gruppi di età, il suo primo test, il Musical Aptitude Profile, fu sviluppato nel 1965 
per bambini dai 4 ai 12 anni di età. Gli ultimi test includono il Primary Measures of Music Audiation (PMMA), pubblicato nel 1979 per bambini tra i 5 e gli 8 anni, Intermediate Measures of Music Audiation(IMMA) per bambini dai 6 ai 9 anni, e Audie  per bambini tra di 3 o 4 anni. 
Gordon afferma che questi test hanno lo scopo di permettere agli insegnanti di adattare la loro metodo alle esigenze individuali degli studenti, per gli studenti con elevata attitudine musicale che non potrebbero altrimenti ricevere un'istruzione avanzata.

## La critiche della teoria
La critica della teoria dell'apprendimento musicale comprende le preoccupazioni di Paul Woodford che 'teoria' sia un termine improprio, e che invece di una teoria dell'apprendimento si tratti di una "tassonomia delle precondizioni musicali per il pensiero critico" e anche che "... invece di sovraccaricare gli studenti più giovani nelle fasi iniziali di istruzione e concentrarsi solo sulla complessità della musica, gli insegnanti dovrebbero usare approcci come Gordon insieme a Kodaly, Orff, e altre metodologie, per aiutare gli studenti a padroneggiare le competenze musicali di base e la conoscenza che sono prerequisiti per i tipi più indipendenti di pensiero."
Gordon rispose a queste affermazioni, sostenendo che Woodford ha frainteso i suoi elementi di metodologia, erroneamente associando Gordon con "battiti di mani ritmici", così come ha malinteso la differenza tra età cronologica ed età musicale, differenza che spiega perché i pattern tonali e ritmici dovrebbero essere insegnati in modo indipendente al fine di creare la base per "cognizione complessa e pensiero musicale indipendente che si riferisce a forme musicali più grandi." 
Altresì Gordon concorda con il commento di Woodford, che il proprio approccio dovrebbe essere usato insieme ad altri metodi, affermando anche di essere d'accordo con quanto Woodford suggerisce: "gli studenti dovrebbero essere introdotti all'intera gamma di reali generi musicali e pensieri musicali, inclusi le meno convenzionali e più atipiche pratiche."
Critiche analoghe sono le accuse che i programmi di Gordon basati sulle competenze in applicazione della Music Learning Theory sono "probabilmente troppo ristretti e di portata troppo limitata per fornire agli studenti l'accesso alla esistente diversità dei sistemi di credenze musicali, pratiche e gruppi"(Paul G. Woodford e Bennett Reimer).
Woodford infatti stima Gordon per il suo sistema altamente sviluppato sulla natura della didattica musicale e di apprendimento, ma avverte che il sistema di Gordon è troppo prescrittivo e proscrittivo, e che gli insegnanti di musica dovrebbero anche essere consapevoli della diversità delle pratiche e dovrebbero sforzarsi di non esercitare pressione sugli studenti allo scopo di conformarli al pensiero e al comportamento musicale convenzionale.